# Hallescher Fußball-Club 2011-2012
Questa voce raccoglie le informazioni riguardanti l'Hallescher Fußball-Club nelle competizioni ufficiali della stagione 2011-2012.

## Stagione
Nella stagione 2011-2012 l'Halle, allenato da Sven Köhler, concluse il campionato di Regionalliga nord al 1º posto e fu promosso in 3. Liga. In Coppa di Germania l'Halle fu eliminato al primo turno dall'Eintracht Francoforte.

## Rosa
| N. |                      | Ruolo | Calciatore        |
| -- | -------------------- | ----- | ----------------- |
| 1  | Germania (bandiera)  | P     | Jürgen Rittenauer |
| 2  | Rep. Ceca (bandiera) | D     | Jan Beneš         |
| 3  | Germania (bandiera)  | D     | Steven Ruprecht   |
| 4  | Germania (bandiera)  | C     | Steve Finke       |
| 5  | Germania (bandiera)  | D     | Patrick Mouaya    |
| 6  | Germania (bandiera)  | A     | Toni Lindenhahn   |
| 7  | Germania (bandiera)  | C     | Marco Stier       |
| 9  | Germania (bandiera)  | A     | Michael Preuß     |
| 10 | Germania (bandiera)  | C     | Anton Müller      |
| 11 | Germania (bandiera)  | A     | Andis Shala       |
| 13 | Croazia (bandiera)   | P     | Darko Horvat      |
| 15 | Iraq (bandiera)      | D     | David Al-Azzawe   |

| N. |                       | Ruolo | Calciatore            |
| -- | --------------------- | ----- | --------------------- |
| 16 | Germania (bandiera)   | A     | Dennis Mast           |
| 17 | Germania (bandiera)   | D     | Nico Kanitz           |
| 18 | Germania (bandiera)   | A     | Angelo Hauk           |
| 19 | Germania (bandiera)   | D     | Tom Butzmann          |
| 20 | Portogallo (bandiera) | C     | Telmo Teixeira-Rebelo |
| 21 | Germania (bandiera)   | A     | Dennis Wegner         |
| 22 | Germania (bandiera)   | C     | Marco Hartmann        |
| 23 | Germania (bandiera)   | C     | Benjamin Boltze       |
| 26 | Germania (bandiera)   | C     | Maik Wagefeld         |
| 27 | Rep. Ceca (bandiera)  | C     | Pavel David           |
| 28 | Germania (bandiera)   | D     | Sören Eismann         |

## Organigramma societario
Area tecnica
- Allenatore: Sven Köhler
- Allenatore in seconda: Dieter Strozniak
- Preparatore dei portieri:
- Preparatori atletici:
- Analisi video:

## Calciomercato

### Sessione estiva
| Acquisti | Acquisti        | Acquisti             | Acquisti |
| R.       | Nome            | da                   | Modalità |
| -------- | --------------- | -------------------- | -------- |
| D        | David Al-Azzawe | Halle U19            |          |
| D        | Sören Eismann   | Carl Zeiss Jena      |          |
| C        | Anton Müller    | Babelsberg           |          |
| A        | Michael Preuß   | Germania Halberstadt |          |
| D        | Steven Ruprecht | RW Oberhausen        |          |
| A        | Andis Shala     | Dundee Utd           |          |
| C        | Maik Wagefeld   | Dinamo Dresda        |          |
| A        | Dennis Wegner   | Halle U19            |          |

| Cessioni | Cessioni              | Cessioni             | Cessioni |
| R.       | Nome                  | a                    | Modalità |
| -------- | --------------------- | -------------------- | -------- |
| A        | Selim Aydemir         | Chemnitz             |          |
| D        | Martin Fiebiger       | Hallescher II        |          |
| A        | Angelo Hauk           | Elversberg           |          |
| D        | Christoph Klippel     | Meppen               |          |
| A        | Markus Müller         | Babelsberg           |          |
| A        | Thomas Neubert        | Borea Dresda         |          |
| C        | Philip Schubert       | Germania Halberstadt |          |
| C        | Telmo Teixeira-Rebelo | Hallescher II        |          |

## Risultati

### Regionalliga

#### Girone di andata
| Arbitro: | Schmickartz |

|           |           |  |
| Preuß 36’ | Marcatori |  |

| Arbitro: | Hösel |

|  |           |          |
|  | Marcatori | 8’ Shala |

| Arbitro: | Dietz |

|                                     |           |                   |
| Hartmann 16’ Preuß 18’ Wagefeld 45’ | Marcatori | 40’ (rig.) Eggert |

| Arbitro: | Sönder |

|                 |           |              |
| Scheidhauer 60’ | Marcatori | 90’ Hartmann |

| Hannover 10 settembre 2011, ore 13:30 CEST 5ª giornata | Hannover 96 II | 0 – 0 referto | Hallescher | AWD-Arena (496 spett.)\| Arbitro: \| Athanassiadis \| |
| Arbitro:                                               | Athanassiadis  |               |            |                                                       |

| Arbitro: | Giese |

|                              |           |  |
| Hartmann 33’ Wegner 68’, 90’ | Marcatori |  |

| Arbitro: | Frömel |

|  |           |              |
|  | Marcatori | 19’ Hartmann |

| Arbitro: | Pflaum |

|                     |           |  |
| Wegner 2’ Shala 34’ | Marcatori |  |

| Arbitro: | Dankert |

|                                    |           |  |
| Maletzki 5’ Beismann 63’ Smidt 72’ | Marcatori |  |

| Halle 23 ottobre 2011, ore 13:30 CEST 10ª giornata | Hallescher | 0 – 0 referto | Lubecca | Erdgas Sportpark (6 281 spett.)\| Arbitro: \| Wijnen \| |
| Arbitro:                                           | Wijnen     |               |         |                                                         |

| Magdeburgo 30 ottobre 2011, ore 13:30 CEST 11ª giornata | Magdeburgo | 0 – 0 referto | Hallescher | MDCC-Arena (11 861 spett.)\| Arbitro: \| Weiner \| |
| Arbitro:                                                | Weiner     |               |            |                                                    |

| Arbitro: | Riehl |

|                   |           |  |
| Hartmann 14’, 56’ | Marcatori |  |

| Arbitro: | Völk |

|  |           |                     |
|  | Marcatori | 66’ Teixeira-Rebelo |

| Arbitro: | Beitinger |

|                     |           |  |
| Shala 22’ Beneš 86’ | Marcatori |  |

| Arbitro: | Heft |

|                                  |           |                                  |
| Mouaya 34’ (aut.) Kurczynski 68’ | Marcatori | 16’ (rig.) Wagefeld 25’ Hartmann |

| Arbitro: | Seidel |

|                                       |           |          |
| Beneš 60’ Wagefeld 68’ Lindenhahn 83’ | Marcatori | 43’ Weis |

| Arbitro: | Stark |

|  |           |                     |
|  | Marcatori | 35’ Teixeira-Rebelo |

#### Girone di ritorno
| Kiel 16 dicembre 2011, ore 19:00 CET 18ª giornata | Holstein Kiel | 0 – 0 referto | Hallescher | Holstein-Stadion (8 297 spett.)\| Arbitro: \| Grudzinski \| |
| Arbitro:                                          | Grudzinski    |               |            |                                                             |

| Arbitro: | Färber |

|                     |           |  |
| Teixeira-Rebelo 67’ | Marcatori |  |

| Arbitro: | Steinhaus-Webb |

|  |           |                         |
|  | Marcatori | 56’ Wagefeld 79’ Wegner |

| Arbitro: | Ostheimer |

|                                    |           |                            |
| Shala 10’, 69’ Teixeira-Rebelo 61’ | Marcatori | 38’ Fomitschow 67’ Kreuels |

| Arbitro: | Valentin |

|                       |           |             |
| Hauk 65’ Hartmann 71’ | Marcatori | 56’ Merkens |

| Arbitro: | Dittrich |

|  |           |                                         |
|  | Marcatori | 56’ Teixeira-Rebelo 86’ (rig.) Wagefeld |

| Arbitro: | Storks |

|                                   |           |  |
| Lindenhahn 3’ Teixeira-Rebelo 83’ | Marcatori |  |

| Arbitro: | Thomsen |

|                        |           |  |
| Hofmann 4’ Sembolo 86’ | Marcatori |  |

| Arbitro: | Marx |

|                                      |           |           |
| Wagefeld 4’ Lindenhahn 58’ Shala 88’ | Marcatori | 73’ Smidt |

| Arbitro: | Dankert |

|  |           |           |
|  | Marcatori | 10’ Shala |

| Arbitro: | Foltyn |

|                                   |           |  |
| Mast 19’ Eismann 24’ Hartmann 50’ | Marcatori |  |

| Arbitro: | Athanassiadis |

|  |           |               |
|  | Marcatori | 51’, 74’ Hauk |

| Arbitro: | Giese |

|                             |           |  |
| Mast 12’, 30’ Hauk 18’, 72’ | Marcatori |  |

| Cottbus 27 aprile 2012, ore 18:00 CEST 31ª giornata | Energie Cottbus II | 0 – 0 referto | Hallescher | Stadion der Freundschaft (562 spett.)\| Arbitro: \| Wessel \| |
| Arbitro:                                            | Wessel             |               |            |                                                               |

| Arbitro: | Siewer |

|                                                        |           |  |
| Hartmann 3’ Mast 12’ Hauk 19’, 74’ Teixeira-Rebelo 42’ | Marcatori |  |

| Arbitro: | Leicher |

|           |           |  |
| Gasch 78’ | Marcatori |  |

| Halle 19 maggio 2012, ore 13:30 CEST 34ª giornata | Hallescher | 0 – 0 referto | RB Lipsia | Erdgas Sportpark (14 003 spett.)\| Arbitro: \| Zwayer \| |
| Arbitro:                                          | Zwayer     |               |           |                                                          |

### Coppa di Germania
| Arbitro: | Siebert |

|  |           |                       |
|  | Marcatori | 85’ (rig.), 90’ Gekas |

## Statistiche

### Statistiche di squadra
| Competizione      | Punti | In casa | In casa | In casa | In casa | In casa | In casa | In trasferta | In trasferta | In trasferta | In trasferta | In trasferta | In trasferta | Totale | Totale | Totale | Totale | Totale | Totale | DR  |
| Competizione      | Punti | G       | V       | N       | P       | Gf      | Gs      | G            | V            | N            | P            | Gf           | Gs           | G      | V      | N      | P      | Gf     | Gs     | DR  |
| ----------------- | ----- | ------- | ------- | ------- | ------- | ------- | ------- | ------------ | ------------ | ------------ | ------------ | ------------ | ------------ | ------ | ------ | ------ | ------ | ------ | ------ | --- |
| Regionalliga nord | 77    | 17      | 15      | 2       | 0       | 39      | 6       | 17           | 8            | 6            | 3            | 14           | 9            | 34     | 23     | 8      | 3      | 53     | 15     | +38 |
| Coppa di Germania | -     | 1       | 0       | 0       | 1       | 0       | 2       | 0            | 0            | 0            | 0            | 0            | 0            | 1      | 0      | 0      | 1      | 0      | 2      | -2  |
| Totale            | 77    | 18      | 15      | 2       | 1       | 39      | 8       | 17           | 8            | 6            | 3            | 14           | 9            | 35     | 23     | 8      | 4      | 53     | 17     | +36 |

### Andamento in campionato
| Giornata  | 1 | 2 | 3 | 4 | 5 | 6 | 7 | 8 | 9 | 10 | 11 | 12 | 13 | 14 | 15 | 16 | 17 | 18 | 19 | 20 | 21 | 22 | 23 | 24 | 25 | 26 | 27 | 28 | 29 | 30 | 31 | 32 | 33 | 34 |
| --------- | - | - | - | - | - | - | - | - | - | -- | -- | -- | -- | -- | -- | -- | -- | -- | -- | -- | -- | -- | -- | -- | -- | -- | -- | -- | -- | -- | -- | -- | -- | -- |
| Luogo     | C | T | C | T | T | C | T | C | T | C  | T  | C  | T  | C  | T  | C  | T  | T  | C  | T  | C  | C  | T  | C  | T  | C  | T  | C  | T  | C  | T  | C  | T  | C  |
| Risultato | V | V | V | N | N | V | V | V | P | N  | N  | V  | V  | V  | N  | V  | V  | N  | V  | V  | V  | V  | V  | V  | P  | V  | V  | V  | V  | V  | N  | V  | P  | N  |
| Posizione | 5 | 3 | 1 | 2 | 5 | 3 | 1 | 1 | 2 | 3  | 3  | 3  | 3  | 3  | 3  | 3  | 3  | 3  | 2  | 2  | 1  | 1  | 1  | 1  | 2  | 1  | 1  | 1  | 1  | 1  | 1  | 1  | 1  | 1  |

Legenda:

Luogo: C = Casa; T = Trasferta. Risultato: V = Vittoria; N = Pareggio; P = Sconfitta.

### Statistiche dei giocatori
| Giocatore          | Regionalliga nord | Regionalliga nord | Regionalliga nord | Regionalliga nord | Coppa di Germania | Coppa di Germania | Coppa di Germania | Coppa di Germania | Totale   | Totale | Totale      | Totale     |
| Giocatore          | Presenze          | Reti              | Ammonizioni       | Espulsioni        | Presenze          | Reti              | Ammonizioni       | Espulsioni        | Presenze | Reti   | Ammonizioni | Espulsioni |
| ------------------ | ----------------- | ----------------- | ----------------- | ----------------- | ----------------- | ----------------- | ----------------- | ----------------- | -------- | ------ | ----------- | ---------- |
| D. Al-Azzawe       | 2                 | 0                 | 0                 | 0                 | 0                 | 0                 | 0                 | 0                 | 2        | 0      | 0           | 0          |
| J. Beneš           | 22                | 2                 | 3                 | 0                 | 0                 | 0                 | 0                 | 0                 | 22       | 2      | 3           | 0          |
| B. Boltze          | 10                | 0                 | 0                 | 0                 | 1                 | 0                 | 0                 | 0                 | 11       | 0      | 0           | 0          |
| T. Butzmann        | 1                 | 0                 | 0                 | 0                 | 0                 | 0                 | 0                 | 0                 | 1        | 0      | 0           | 0          |
| P. David           | 6                 | 0                 | 1                 | 0                 | 1                 | 0                 | 0                 | 0                 | 7        | 0      | 1           | 0          |
| S. Eismann         | 33                | 1                 | 9                 | 0                 | 1                 | 0                 | 1                 | 0                 | 34       | 1      | 10          | 0          |
| S. Finke           | 0                 | 0                 | 0                 | 0                 | 0                 | 0                 | 0                 | 0                 | 0        | 0      | 0           | 0          |
| M. Hartmann        | 32                | 10                | 6                 | 0                 | 1                 | 0                 | 0                 | 0                 | 33       | 10     | 6           | 0          |
| A. Hauk            | 15                | 7                 | 1                 | 0                 | 0                 | 0                 | 0                 | 0                 | 15       | 7      | 1           | 0          |
| D. Horvat          | 34                | 0                 | 0                 | 0                 | 1                 | 0                 | 1                 | 0                 | 35       | 0      | 1           | 0          |
| N. Kanitz          | 29                | 0                 | 3                 | 0                 | 1                 | 0                 | 0                 | 0                 | 30       | 0      | 3           | 0          |
| T. Lindenhahn      | 32                | 3                 | 1                 | 0                 | 1                 | 0                 | 0                 | 0                 | 33       | 3      | 1           | 0          |
| D. Mast            | 29                | 4                 | 1                 | 0                 | 1                 | 0                 | 0                 | 0                 | 30       | 4      | 1           | 0          |
| P. Mouaya          | 28                | 0                 | 3                 | 0                 | 1                 | 0                 | 0                 | 0                 | 29       | 0      | 3           | 0          |
| A. Müller          | 24                | 0                 | 3                 | 0                 | 1                 | 0                 | 0                 | 0                 | 25       | 0      | 3           | 0          |
| M. Preuß           | 27                | 2                 | 3                 | 0                 | 1                 | 0                 | 0                 | 0                 | 28       | 2      | 3           | 0          |
| J. Rittenauer      | 0                 | 0                 | 0                 | 0                 | 0                 | 0                 | 0                 | 0                 | 0        | 0      | 0           | 0          |
| S. Ruprecht        | 26                | 0                 | 3                 | 0                 | 1                 | 0                 | 0                 | 0                 | 27       | 0      | 3           | 0          |
| A. Shala           | 32                | 7                 | 2                 | 0                 | 1                 | 0                 | 0                 | 0                 | 33       | 7      | 2           | 0          |
| M. Stier           | 0                 | 0                 | 0                 | 0                 | 0                 | 0                 | 0                 | 0                 | 0        | 0      | 0           | 0          |
| T. Teixeira-Rebelo | 24                | 7                 | 2                 | 0                 | 0                 | 0                 | 0                 | 0                 | 24       | 7      | 2           | 0          |
| M. Wagefeld        | 33                | 6                 | 6                 | 0                 | 1                 | 0                 | 0                 | 0                 | 34       | 6      | 6           | 0          |
| D. Wegner          | 32                | 4                 | 4                 | 0                 | 0                 | 0                 | 0                 | 0                 | 32       | 4      | 4           | 0          |